# レーシングプログラム
レーシングプログラムとは、競馬場において配布される出走表の一種である。広義のマッチデープログラムの一種にあたる。日本では「レープロ」とも略される。

## 中央競馬
日本中央競馬会（JRA）が1986年1月5日から発行するレーシングプログラムは原則として中央競馬開催日に各競馬場・ウインズなどにて無料配布される。以前は競馬場別（最大3場）に発行されていたが、全国発売競走の拡充などから、現在は全国1冊で3場を網羅するものとなった。
メインとなるその日の全レース（土曜日はこれに前日発売レースも）の出馬一覧表（以前はレープロとは別に出馬表を発行していたことがあったが、統合された）を中心に、競馬評論家・記者・著名人によるコラム、成績ダイジェスト（原則として前日の開催分の成績表と、前週の払戻金の一覧）を記載している。
なお、JRAではこれとは別に成績表（前週開催分の詳細な結果の小冊子。全出走馬のレース結果や、ラップタイム、展開などを収録）を配布しているが、インターネットの普及や製紙資源の確保などから2010年12月25日・12月26日開催分のものをまとめた2011年1月5日配布分を最後に廃止する。今後は競馬場・ウインズに設置している掲示板、JRAホームページ（PDFデータファイル、またはパソコン版レース結果）での掲載、およびレーシングプログラムの拡充で対応する。
一部のコラムはJRAホームページにおいても掲載される。
レーシングプログラムは随意契約により、JRAの子会社によって作られている。中央競馬ピーアール・センターが企画・編集、JRAファシリティーズが作成・搬送をそれぞれ担当している。

## 地方競馬
地方競馬では基本的に出走表のみが配布されているが、全国規模の重賞レースが開催されるときには特別にレーシングプログラムを作成し、本場または場外の施設において配布している。